# ۳دی سیستمز
۳ دی سیستمز (انگلیسی: 3D Systems) شرکت فناوری اطلاعات آمریکایی است، که در سال ۱۹۸۶ تأسیس شد.